# Nahleh
Nahleh (tiếng Ả Rập: نحلة) là một ngôi làng Syria nằm ở Ariha Nahiyah ở huyện Ariha, Idlib. Theo Cục Thống kê Trung ương Syria (CBS), Nahleh có dân số 1189 trong cuộc điều tra dân số năm 2004.